# Иммиграция кубинцев в Майами

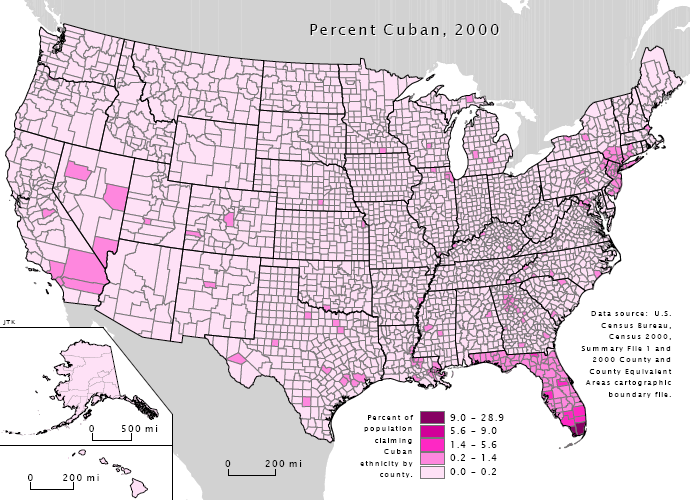
Данные переписи населения США 2000 года о кубинском населении в США

Иммиграция кубинцев в Майами — въезд граждан Кубы на территорию США в округе Майами-Дейд, в штате Флорида с последующей натурализацией. Возросшая численность иммигрантов с 1959 года, и их компактное расселение привело к образованию этнического анклава известного под названием «Кубинский Майами». Присутствие кубинцев в Майами отражает и глобальные явления, такие как растущие тенденции мультикультурализма и мультирасовости в регионе, что, в свою очередь, демонстрирует влияние международной политики на формирование местных сообществ
Около 500 000 кубинцев, многие из которых были членами администрации Фульхенсио Батисты, предпринимателями и представителями высшего и среднего класса, переехали с Кубы в Майами за пятнадцатилетний период после Кубинской революции 1959 года. Правительство США выделяло средства на ассимиляцию политических иммигрантов, помогало им в организации бизнеса. Экономические иммигранты с Кубы появились в Майами после 1980 года. В 1960 году испаноязычное население города составляло 50 000 человек. B 1980 году его численность выросла до 580 000 человек. Среди последних кубинцы составляли большинство. Они были главным источником роста испаноязычного населения в городе, убегая с «Острова свободы» в Майами из-за слабой экономики и высокого уровня бедности, а также диктатуры Фиделя Кастро. Экономическое развитие и интернационализация в округе Майами-Дейд закрепили социальную поляризацию, обусловленную этническими причинами. Подавляющее большинство кубинцев в округе остаются верными своим культурным нормам, нравам, обычаям, языку и религиозной принадлежности. Транснациональная сила иммиграции определяет Майами как растущий мегаполис, и приток кубинцев в XX веке сильно повлиял на развитие города.
По состоянию на 2012 год в Большом Майами численность кубинцев составляла 1,2 миллиона человек, большинство из которых компактно проживали в округе Майами-Дейд. По состоянию на тот год, около 400 000 человек прибыли в Майами с Кубы с 1980 года.
Численность американцев кубинского происхождения вновь резко возросла с приходом в США кубинской миграционной волны 2021—23 годов, когда пограничниками США были перехвачены более 300 тысяч нелегальных групп с гражданами Кубы.

## История

### Ранняя миграция (1800-е—1958)
Из-за географической близости Майами к Кубе, город служил удобным местом для миграции кубинцев, недовольных нищетой или различными военными диктатурами на Кубе. Многие состоятельные кубинские семьи также отправляли своих детей в школу в Соединённых Штатах, обычно в Майами. Различные кубинские политические лидеры использовали Майами в качестве базы для организации операций против режима Фульхенсио Батисты.
К 1958 году в Майами проживало всего около 10 000 кубинцев, хотя состоятельные кубинцы часто посещали Майами с целью туризма и шоппинга. Туристическая индустрия Майами обслуживала кубинских посетителей и старалась предложить как можно больше услуг на испанском языке.

### Первая волна кубинских эмигрантов (1959—1973)
После Кубинской революции 1959 года большое количество кубинцев начало эмигрировать. Кубинцы поселились в различных местах по всей территории Соединённых Штатов, но большинство осело в округе Майами-Дейд из-за его близости к Кубе и кубинской общины, уже присутствующей в этом районе. Многие поселились в районе Маленькой Гаваны Майами и пригороде Хайалиа, где они нашли дешёвое жилье, новую работу и доступ к испаноговорящим предприятиям.
По мере того, как кубинцы все больше оседали в округе Майами-Дейд, всё больше предприятий и средств массовой информации стали обслуживать испаноговорящую аудиторию. Большое количество неиспаноязычных жителей начали покидать округ в связи с бегством белых, многие из них переехали в округ Бровард и Палм-Бич.
Кубинская иммиграция сильно повлияла на будущую демографию Майами. Например, чистая иммиграция афроамериканцев в Майами сократилась в 1960-х годах по сравнению с предыдущими годами. Это было результатом конкуренции кубинских иммигрантов за рабочие места, которые часто предоставлялись афроамериканцам, живущим в Майами. Это сокращение иммиграции неиспаноязычных граждан продемонстрировало растущее присутствие кубинцев в Майами. В Майами отмечается низкий уровень эмиграции — 43,6 на 1000 человек. Это, конечно, связано с огромным кубинским присутствием в округе Дейд и является свидетельством удержания власти кубинского анклава в Майами.

### Более поздние изгнанники и мигранты (1974—наше время)
К 1980 году многие кубинцы прибыли в Соединённые Штаты благодаря «Мариэльскому исходу». Но другие кубинцы, уже находящиеся в Соединённых Штатах, начали прибывать в Южную Флориду. В период с 1985 по 1990 год в Майами прибыло 35 776 кубинцев из других районов Соединённых Штатов, а эмигрировал 21 231 человек, в основном в другие районы Флориды. Потоки в Майами и из Майами составляют 52 процента всей межрегиональной миграции в кубинской системе расселения.
Кубинцы продолжали приезжать в Соединённые Штаты и, в частности, в округ Майами-Дейд, особенно во время кризису с кубинскими беженцами на плотах 1994 года и после него. По мере того, как кубинцы продолжали иммигрировать и всё лучше вписывались в американское общество, многие принадлежащие кубинцам предприятия начали процветать в районе Майами.
Численность американцев кубинского происхождения вновь резко возросла с приходом в Соединённые Штаты кубинской миграционной волны 2021-23 годов, когда кубинцев более 300 тысяч раз перехватывали на южной границе.

## Культура

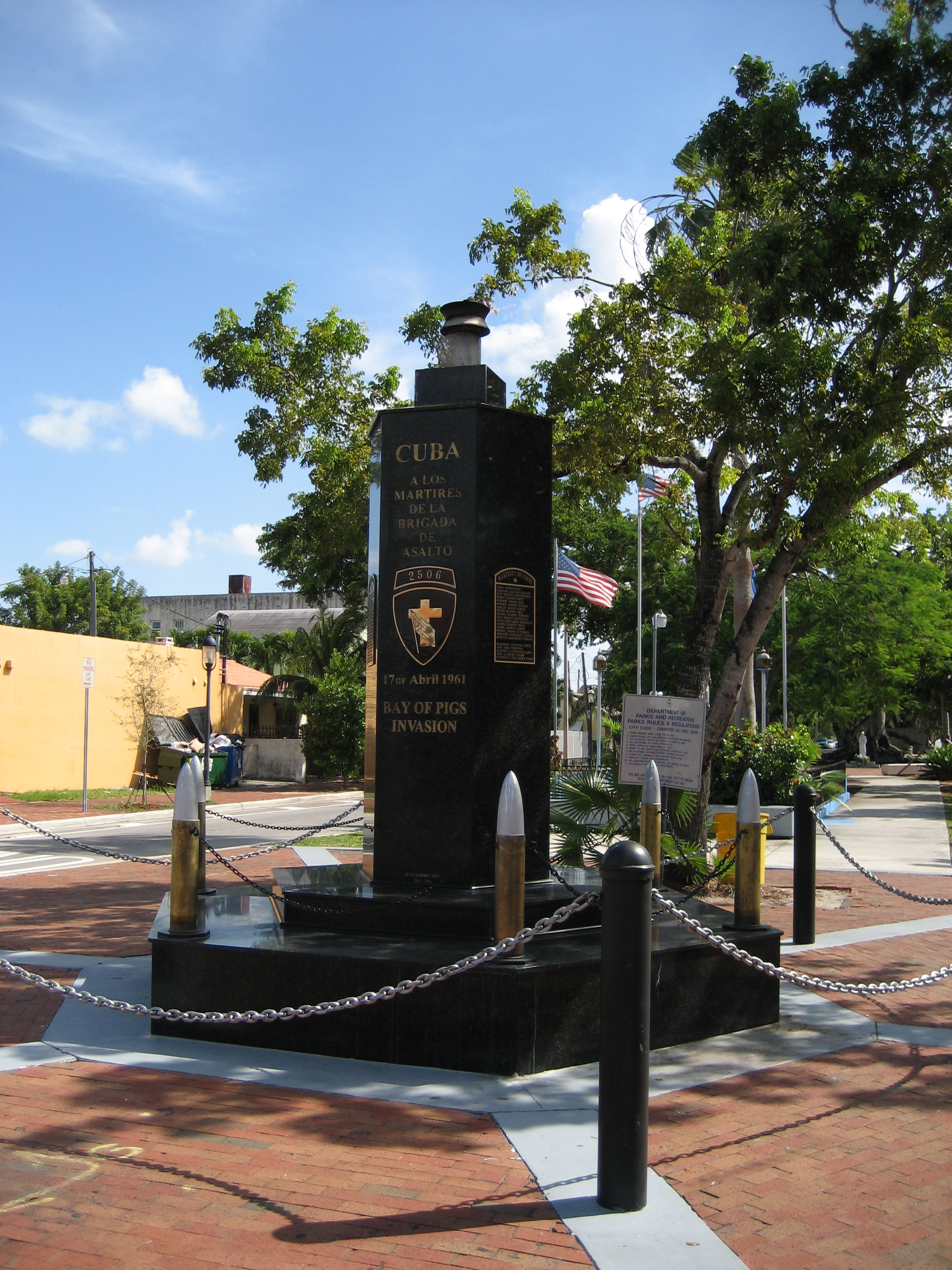
Мемориал операции в заливе Свиней в Малой Гаване, Майами

### Язык
В связи с растущим значением этнической принадлежности и усилением последствий сегрегации кубинцы в Майами пытались сохранить свой испанский язык. В Майами на испанском языке говорили в большей степени, чем в других городах с большим испаноязычным населением. Также на нём говорили в более разнообразных условиях в Майами, чем в любом другом городе. Перепись 1970 года показала, что испаноговорящие составляли 24 процента населения Майами. Язык приобретал всё большее значение в Майами 20-го века в результате притока кубинцев, и это оказало влияние на неиспаноязычное население.
Неиспаноязычные сообщества начали выступать против распространения испанского языка как растущей силы в Майами. Это можно увидеть в движении против двуязычия. Это движение возникло в 1980 году, после длительного периода масштабной кубинской иммиграции и социальных реформ. Язык становился насущной проблемой, поскольку в Майами была введена первая в современный период двуязычная государственная школьная программа (1963) и проведён первый референдум только на английском языке (1980). Фактически споры об английском как официальном языке округа Дейд привели к жестоким и опасным беспорядкам в 1980-х годах. Кубинцы чувствовали, что, сохраняя свой язык, они сохраняют фундаментальный компонент своей культуры. По данным переписи 2000 года, 59,2% жителей округа Майами-Дейд заявили, что дома они говорят по-испански.

### Медиа
Несмотря на то, что средства массовой информации в Майами позволяют процветать определённой степени культурного навешивания ярлыков на сообщество, они также изображают растущую значимость и доминирование кубинских иммигрантов. Например, заголовок The Miami Herald от 14 июня 1996 года гласит «Исчезающий испанский». Заголовок ссылается на тот факт, что лишь небольшая доля недавних выпускников средней школы свободно владела испанским языком, и выражает сожаление по этому поводу; в то время как большинство кубинских иммигрантов во втором поколении говорили на ломаном испанском языке и только дома. Это было описано как тревожная тенденция, поскольку она подрывает преимущество Майами как двуязычного сообщества и снижает его экономическую конкурентоспособность. В течение 20-го века в Майами было основано много газет на испанском языке. The Miami Herald создала испаноязычную вставку, «el Nuevo Herald», в 1976 году. По мере роста испаноязычного населения и достижения значительных экономических успехов оно также вышло за пределы Майами: испаноязычные газеты теперь издаются в соседних Хайалиа и Форт-Лодердейле. Это расширение можно наблюдать и на уровне штата, поскольку в Тампе, Орландо и Иммокали есть газеты на испанском языке. По сути, благодаря созданию и росту явно испаноязычных газет кубинские иммигранты создали отчетливо латиноамериканские СМИ.

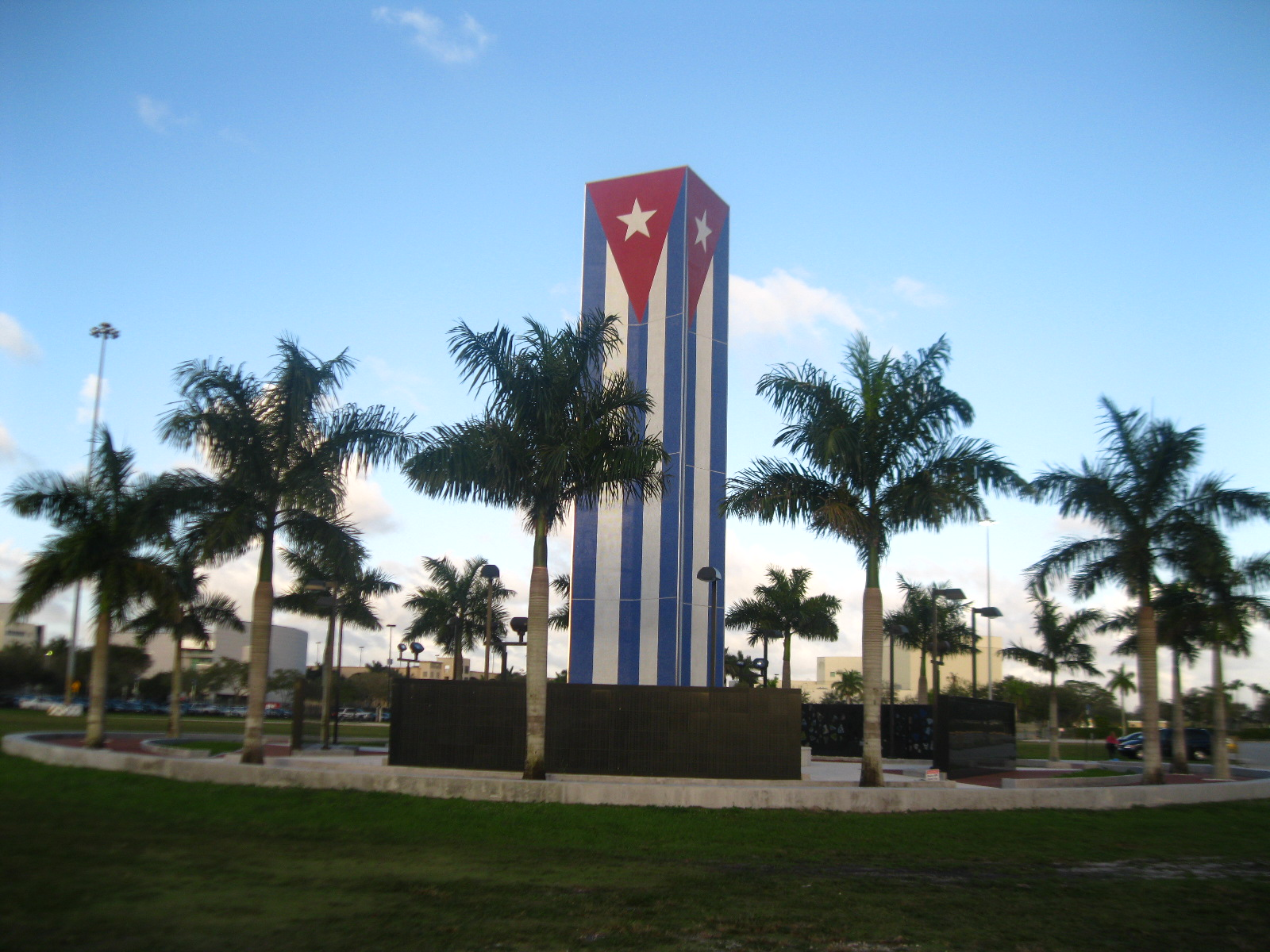
Кубинский Мемориал, Майами

### Политика
Кубинцы, прибывшие после 1980 года, имеют более тесные связи с теми, кто остается на Кубе. Они, как правило, летают чартерными рейсами в Майами и из Майами на Кубу.
В 2016 году Хиллари Клинтон показала лучшие результаты, чем Барак Обама, в нескольких районах Америки с преобладанием кубинского населения.
На выборах 2020 года в округе Майами-Дейд американцы кубинского происхождения, как правило, голосовали за Дональда Трампа. Жители кубинского происхождения часто испытывали антагонизм к левым движениям из-за ассоциаций с Фиделем Кастро. Трамп стремился привлечь этих избирателей, проводя антикубинскую политику. Уход за кубинцами из Майами, в том числе за теми, кто недавно прибыл в США, и за теми, кто моложе демографически, способствовало тому, что Трамп получил голоса выборщиков Флориды. Округ Майами-Дейд, тем не менее, проголосовал за Джо Байдена, но перевес в пользу демократов был ниже, чем в предыдущие несколько избирательных циклов.

### Парки и зоны отдыха
Несколько парков в районе большого Майами, являющихся общими местами встреч, отражают влияние кубинской миграции на общество и отсылают к кубинской культуре.
Начиная с начала 1970-х годов, общественный деятель и градостроитель Хесус Пермуй возглавил усилия по созданию парка для сообщества кубинских эмигрантов. Проект строительства парка, который на протяжении большей части почти десятилетних усилий вызывал споры, был известен просто как «Латинский парк» и столкнулся с некоторым противодействием со стороны некубинских жителей. Однако парк был единогласно одобрен городской комиссией Майами и, наконец, открыт в 1980 году как Парк Хосе Марти в честь кубинской иконы Хосе Марти.
Другим примечательным парком, названным в честь популярного кубинского деятеля, является Парк Максимо Гомеса, названный в честь Максимо Гомеса. Совсем недавно, только в 2021 году, в Майами иммигрировало 226 000 кубинцев, и ожидается, что в ближайшие годы это число будет только расти, поскольку уровень бедности на Кубе остается высоким. В интервью телеканалу NBC News с недавней кубинской иммигранткой, которая приехала в Майами (имя неизвестно), она говорит, что эти недавние иммигранты испытывают трудности, поскольку некоторые из них набивают дома более чем 20 людьми, а многие другие безработные и бездомные. Хотя эту проблему трудно решить, она будет лишь постоянной. У NBC News также было интервью с анонимным работником, ищущим убежища, где анонимный работник говорит, что она никогда не видела офис настолько переполненным людьми. Это интервью состоялось в январе 2023 года, поэтому можно с уверенностью сказать, что мы можем ожидать, что в следующем году в Майами приедет гораздо больше кубинцев.